# يونيتري روبتكس
شركة هانجتشو يوشو للتكنولوجيا المحدودة ((杭州宇树科技有限公司))، المعروفة تجاريًا باسم يونيتري روبوتكس هي شركة روبوتات صينية مقرها هانجتشو، الصين. تتخصص الشركة في الروبوتات رباعية الأرجل الموجهة للمستهلكين الأفراد. أسسها وانج شينجشين في مايو 2016.

## التاريخ
في عام 2013، طوّر وانج شينجشينج حيوانات رباعية الأرجل خلال دراساته العليا في جامعة شنجهاي. وفي عام 2016، طوّر أول روبوت رباعي الأرجل، XDog، لرسالة الماجستير الخاصة به. وقد أصبح الكلب الآلي حديث الساعة على الإنترنت، وجذب المشترين والمستثمرين. بعد أن بدأ وانج عمله في شركة DJI الصينية، قرر الاستقالة وتأسيس شركته الخاصة، يونيتري.
في عام 2021، أصدرت شركة يونيتري روبوت Unitree Go1، وهو روبوت رباعي الأرجل يشبه روبوت Spot من بوسطن دينامكس. وهو مزود باثني عشر محركًا؛ كل منها قادر على توليد عزم دوران أقصى يبلغ 23.7 ن·م (17.5 رطلق·قدم) ويمكن أن تدور بسرعات تصل إلى 30 راد/ثانية (حوالي 280 وفقًا لمقال نشرته صحيفة وول ستريت جورنال، فإن الكلب الآلي من يونيتري قادر على التنقل إلى أسطح مختلفة بما في ذلك الرمال والصخور.
في أبريل 2024، أصدرت شركة يونيتري مقطع فيديو يعرض الروبوت شبيه البشر H1.  في أغسطس 2024، أصدرت الشركة روبوت Unitree G1، وهو نسخة مطورة من الروبوت H1، للإنتاج الضخم بسعر 16000 دولار أمريكي.
في يناير 2025، عرضت شركة يونيتري تقنياتها المتقدمة في مجال الروبوتات في معرض الإلكترونيات الاستهلاكية في لاس فيجاس، الولايات المتحدة الأمريكية. وضم المعرض روبوتها الرباعي Go2 المخصص للمستهلكين، ونسخته ذات الأرجل المتحركة Go2-W، والروبوت الصناعي B2-W، والروبوتين البشريين متعددي الأغراض H1 وG1.
في أبريل 2025، زعم باحثو الأمن أن شركة يونيتري قد وضعت أبوابًا خلفية في منتجاتها سمحت للشركة بالوصول عن بعد إلى أجهزة يونيتري وحتى أجهزة أخرى على نفس الشبكة. ردت الشركة بإنكار أنها كانت بابًا خلفيًا متعمدًا، وأنها كانت ثغرة أمنية أُصلحت منذ ذلك الحين. 
في أبريل 2025، ورد أن شركة يونيتري كانت تستكشف إمكانية عقد طرح عام أولي في هونج كونج. في مايو 2025، طلبت لجنة المنافسة الاستراتيجية في مجلس النواب الأمريكي بين الولايات المتحدة والحزب الشيوعي الصيني من لجنة الاتصالات الاتحادية ووزارة التجارة ووزارة الدفاع التحقيق في يونيتري فيما يتعلق باتصالات مزعومة بجيش التحرير الشعبي وبرامج الاندماج العسكري المدني.

## المنتجات
تلقت شركة يونيتري دعمًا من شركات رأس المال الاستثماري مثل Hongshan و Matrix Partners و Shunwei Capital.

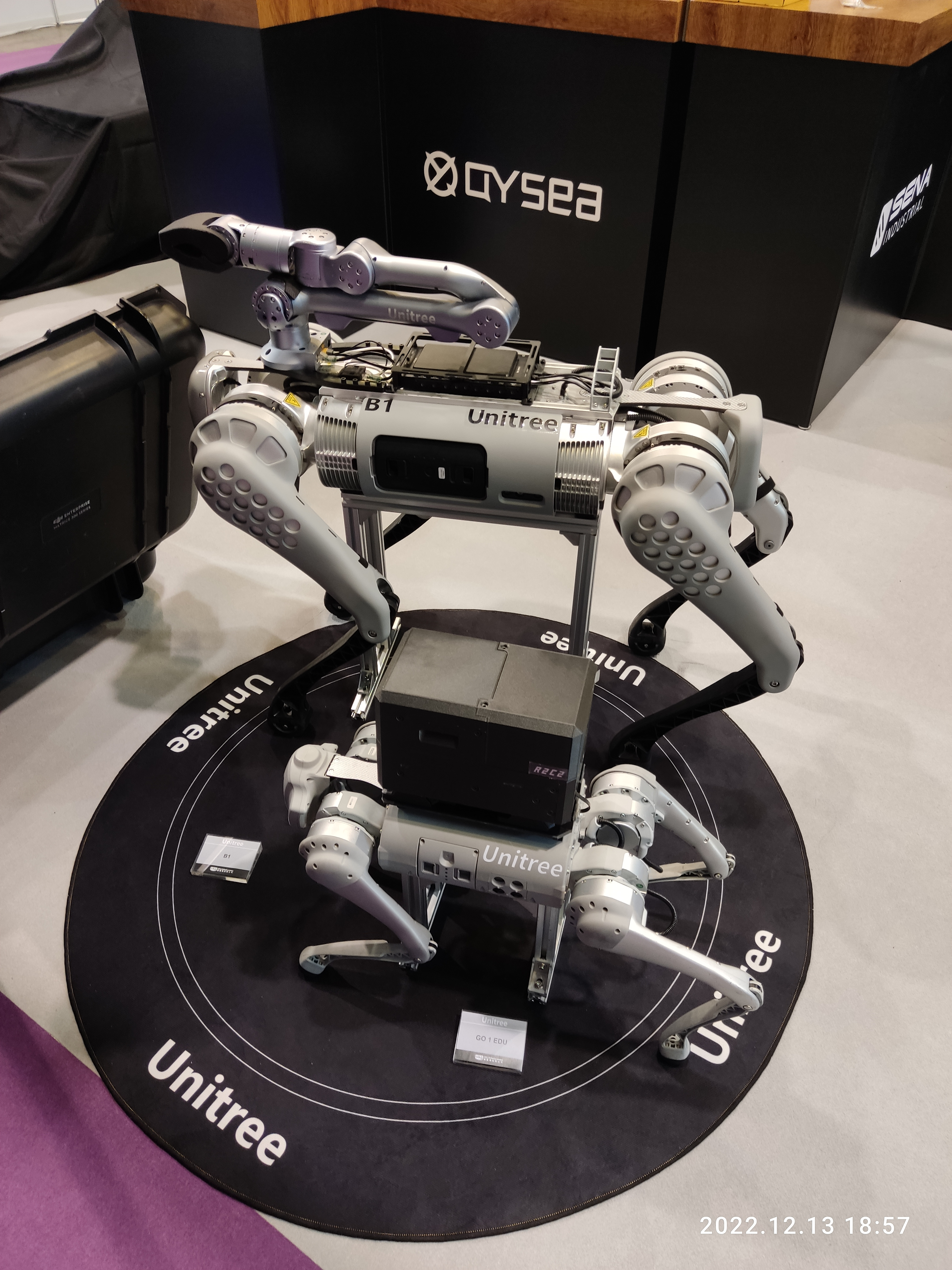
يونيتري جو 1 و بي 1
يونيتري جو 2
يونيتري H1
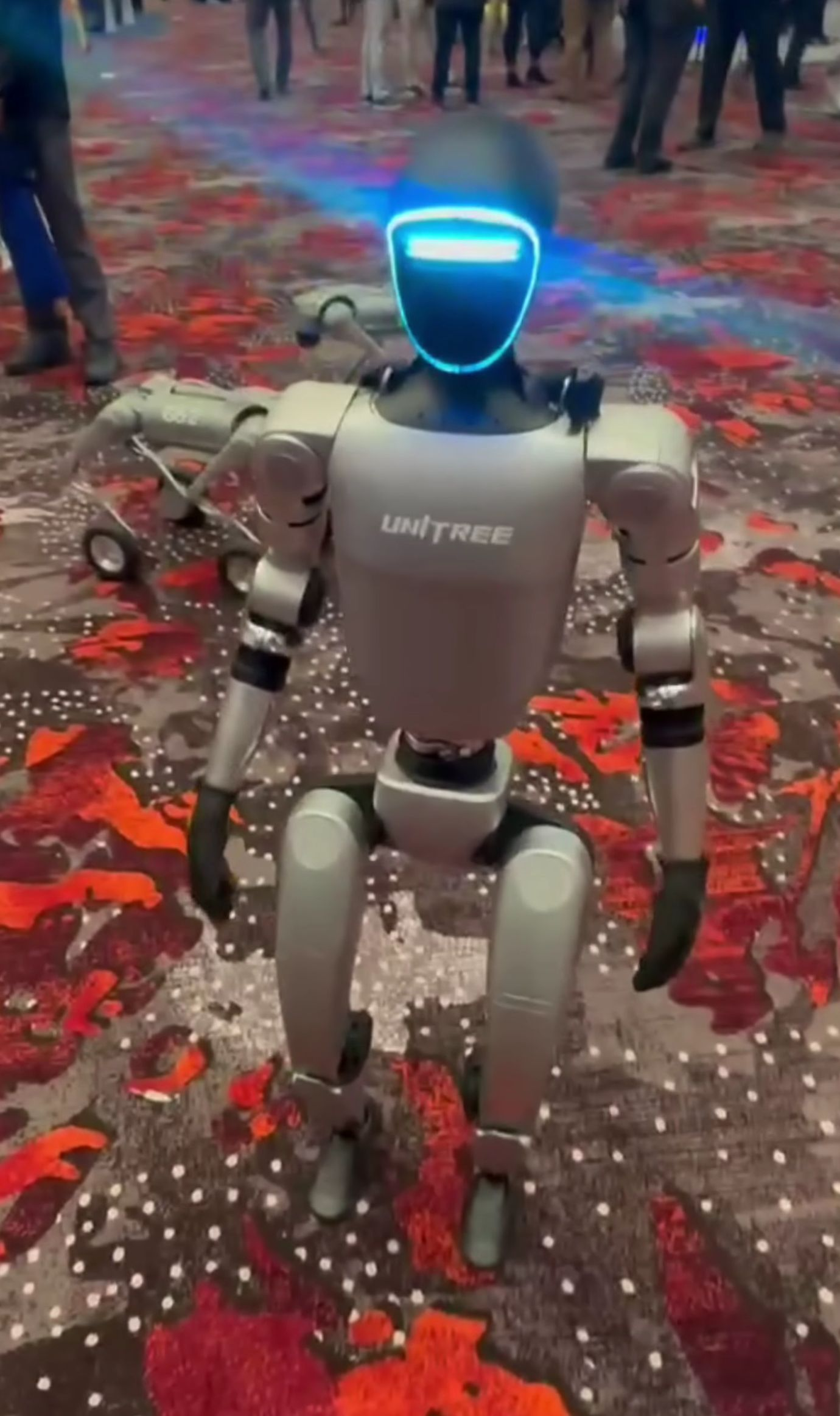
يونيتري جي 1 في معرض الطائرات بدون طيار 2024

## التطبيقات العسكرية

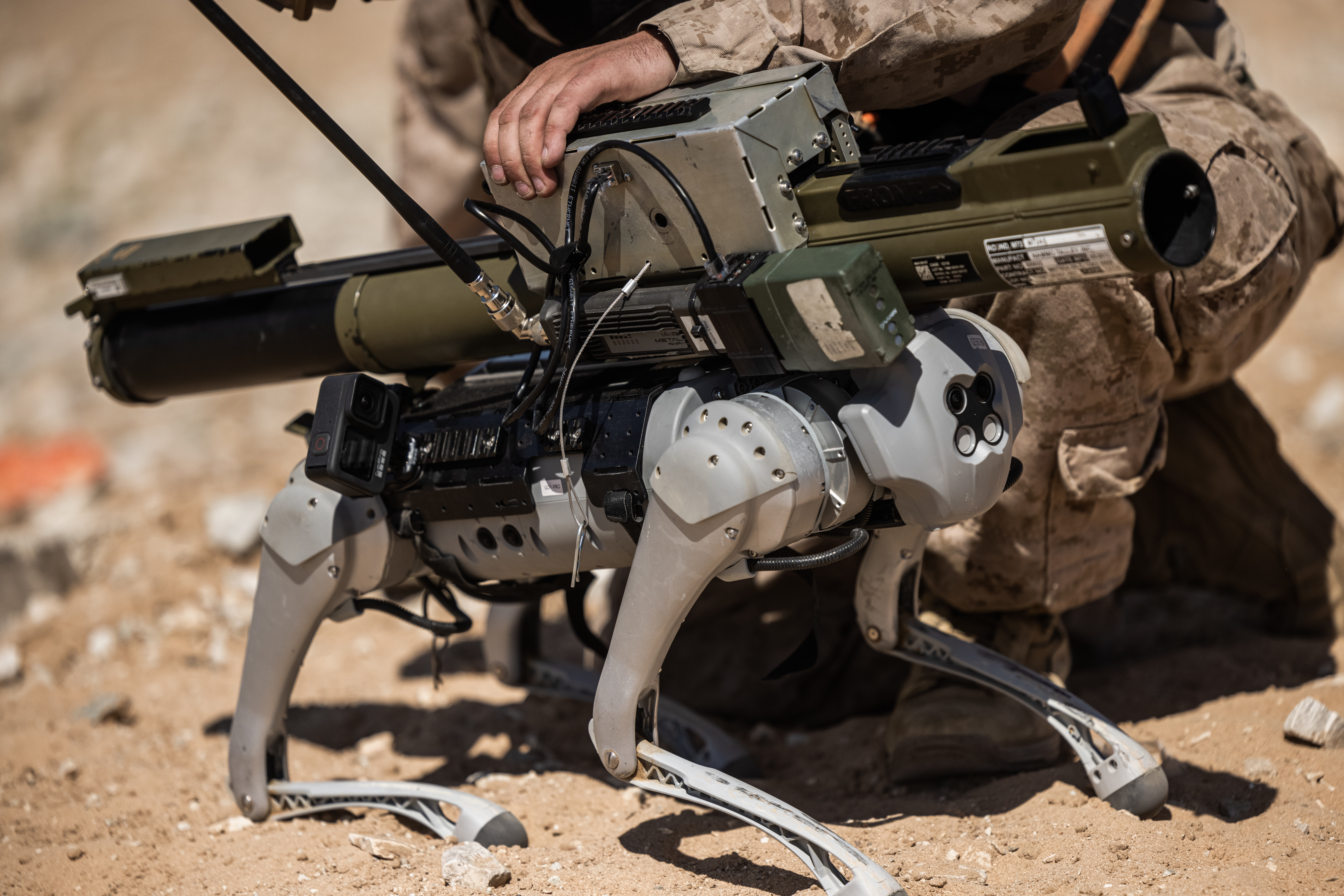
أجرت وحدات مشاة البحرية الأمريكية اختبار إطلاق النار باستخدام مدفع M72 LAW المثبت على روبوت يونيتري.

في أغسطس 2022، أنكرت شركة يونيتري الادعاءات حول التقارير التي تفيد باستخدام روبوت Go1 الخاص بها من قبل القوات المسلحة الروسية.
في سبتمبر 2023، استخدم سلاح مشاة البحرية الأمريكي قاذفة صواريخ مضادة للدبابات من طراز M72 LAW مثبتة على كلب آلي Go1 أثناء التدريب التكتيكي في مركز مشاة البحرية للقتال الجوي الأرضي في توينتيناين بالمز في كاليفورنيا.
في مايو 2024، أفادت صحيفة الجارديان أن روبوت يونيتري جو2 قد استُخدم خلال التدريبات العسكرية المشتركة بين الصين وكمبوديا، وهو مزود ببندقية آلية على ظهره. ووفقًا للصحيفة، استند هذا إلى لقطات بثها تلفزيون الصين المركزي. وفي الشهر نفسه، صرحت يونيتري بأنها لا تبيع منتجاتها لجيش التحرير الشعبي.
في أغسطس 2024، أفادت مجلة فوربس أن أوكرانيا نشرت أسطولًا من الكلاب الروبوتية على خطوط المواجهة. وصرح قائد أوكراني بأن فريقه كان يستخدم هذه الكلاب الروبوتية لاستكشاف المباني والخنادق، حيث يصعب على الطائرات المسيرة الوصول إليها. تُورّد هذه الكلاب الروبوتية شركة أمنية بريطانية تُدعى "بريت ألاينس". اشترت الشركة كلب يونيتري جو2 برو من الصين بتكلفة 3500 دولار أمريكي للوحدة، ثم زوّدته بكاميرا حرارية تعمل بالأشعة تحت الحمراء وتعديلات عسكرية أخرى. يمكن لجو2 برو حمل ما يصل إلى 9 أرطال من الحمولة، مما يجعله متعدد الاستخدامات في مهام ساحة المعركة المختلفة مثل حمل الإمدادات والتفجيرات، أو استخدام ذراع روبوت لفتح الأبواب، أو تنفيذ هجوم انتحاري عند الضرورة.

## روابط خارجية
- الموقع الرسمي